# 三協 (熊本県の企業)
三協株式会社（さんきょう、英称：Sankyo Co.,Ltd.）は、熊本県熊本市に本社および工場を置く、家庭用洗剤などを製造している企業である。1916年（大正5年）創業。旧社名は三協油脂株式会社（さんきょうゆし）。
ミツエイ株式会社（福島県いわき市）のグループ企業で、三協株式会社製の商品販売はミツエイが行っており、ミツエイ製品の製造事業に徹した会社として機能している。

## 概要
台所用洗剤、衣料用洗剤などを製造している。洗剤は100円ショップなどで売られており、特に衣料用洗剤は100円ショップにおいては、日本製であるが1kg108円という低価格で売られている。

## 沿革
- 1916年 - 創業者の宮本茂喜が飽託郡奥古閑村（現 熊本市南区奥古閑町）に「宮本石鹸製造所」を設立。
- 1971年4月 - 社名を「三協油脂株式会社」に変更。
- 2010年10月29日 - 熊本地方裁判所へ民事再生法の適用を申請[1]。
- 2010年12月 - ミツエイ株式会社が支援スポンサーとなり、三協株式会社を設立。
- 2011年3月 - 三協油脂の事業を継承。
- 2013年 - 三協株式会社製の全商品の販売をミツエイ株式会社に移管。同社商品の製造事業会社となる。